# محلبة
المحلبة مطعم للأكلات السريعة على الطراز المغربي تقدم فيه بعض أنواع الحلويات ومشتقات الحليب (الرايب، الزبدة، الجبن وعصير الفواكه...) والحرشة. غالبية الزبائن التي تذهب اليه من الطبقة الشعبية.